# Campionati canadesi di sci alpino 1989
Ai Campionati canadesi di sci alpino 1989 furono  assegnati i titoli di discesa libera, supergigante, slalom gigante, slalom speciale e combinata, sia maschili sia femminili.

## Risultati
| Specialità      | Uomini         | Donne          |
| --------------- | -------------- | -------------- |
| Discesa libera  | Mike Carney    | Lucie Laroche  |
| Supergigante    | Felix Belczyk  | Kendra Kobelka |
| Slalom gigante  | Alain Villiard | Karen Percy    |
| Slalom speciale | Alain Villiard | Sonja Rusch    |
| Combinata       | David Duchesne | Camilla Burks  |